# 護心鏡

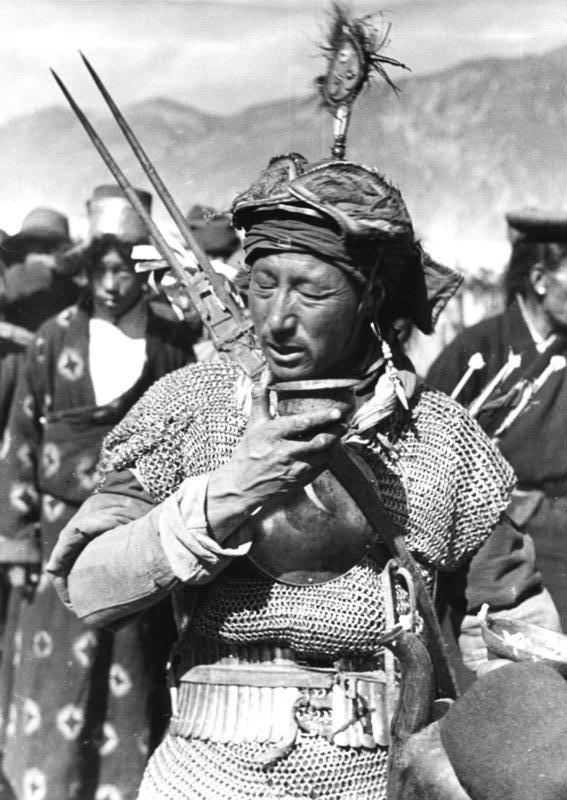
藏族戰士在鏈子甲中附加護心鏡

護心鏡，古代的一种镶嵌在胸部的金属盔甲，用以防箭。位於胸口正中，多为圆形，正面凸出，甲片厚於其他部分；表面十分光滑，所以称為「镜」，可以缓冲攻击、转移正面攻击的作用。

## 歷史
護心鏡早期用於羅馬、中東、中亞、印度、俄羅斯、西伯利亞、蒙古、中南半島、中國。圓盤鏡胸甲是流行在土耳其和俄羅斯，而沒有圓盤是在波斯、中亞和印度流行。

## 清代胄甲
清代一般的盔帽在胸前和背後各佩一塊金屬的護心鏡，鏡下前襟的接縫處另佩一塊梯形護腹，名叫「前擋」。